# 科馬拉舍韋
47°29′32″N 30°48′49″E / 47.49222°N 30.81361°E
科馬拉舍韋（烏克蘭語：Комарашеве）是位於烏克蘭西南部的村莊，由敖德萨州贝雷济夫卡区的米科萊夫卡市鎮負責管轄。該村始建於1922年，面積0.67平方公里，海拔高度40米，2001年人口156，人口密度每平方公里232.84人。